# Синє небо з білим сонцем
Синє небо з білим сонцем (кит.: 青天白日) — дизайн для партійного прапора та емблеми Гоміньдану, прапора крижа Республіки Китай, державного герба Республіки Китай, а також військово-морської емблеми ВМС Республіки Китай. 
У символі «Блакитне небо з білим сонцем» дванадцять променів білого Сонця представляють дванадцять місяців і дванадцять традиційних китайських годин (時辰), кожна з яких відповідає двом сучасним годинам і символізує дух прогресу.

## Офіційний опис
Державна емблема Республіки Китай офіційно описана в Законі про державний герб і державний прапор Республіки Китай:
 

## Історія дизайну Синього небо з білим сонцем
Прапор «Синє небо з білим сонцем» спочатку був розроблений Лу Хаодуном, мучеником республіканської революції. Він представив свій проєкт, щоб представляти революційну армію на урочистому відкритті Товариства відродження Китаю, антицінського товариства в Гонконзі, 21 лютого 1895 року.
Під час Учанського повстання в 1911 році, яке проголосило Китайську Республіку, різні революційні армії мали різні прапори. Прапор Лу Хаодуна «Синє небо з білим сонцем» використовувався в південних провінціях Гуандун, Гуансі, Юньнань і Гуйчжоу, тоді як «18-зірковий прапор», «П'ятиколірний прапор» та інші малюнки використовувалися в іншому місці.
Коли 1 січня 1912 року було створено уряд Республіки Китай, «П'ятиколірний» прапор був прийнятий як державний прапор, але Сунь Ятсен не вважав його дизайн відповідним, мотивуючи це тим, що горизонтальний порядок передбачає ієрархію або клас, подібний до того, що існував за династичних часів. Таким чином, коли він створив суперницький уряд у Гуанчжоу в 1917 році, він приніс прапор «Синє небо з білим сонцем» для партії та «Синє небо, біле сонце та повністю червона земля» (青天白日滿地紅) прапор, який тоді був військово-морським прапором, для нац. Він офіційно став національним прапором у 1928 році, тоді як прапор «Синє небо з білим сонцем» був прийнятий як військово-морський прапор.
Прапор «Блакитне небо, біле сонце і суцільна червона земля» залишається прапором Республіки Китай донині.

## Державний герб та історія

### Бейянський період

Державний герб Дванадцяти символів, державний герб Китайської Республіки (1913—1928) та Китайської імперії (1915—1916).

Державна емблема Республіки Китай походить від Блакитного неба з прапором Білого Сонця. Емблема була розроблена Хе Їнцінем у Військовій академії Вампоа в 1924 році та була встановлена як національна емблема Законом про державний прапор і національну емблему Республіки Китай у 1928 році.
На національному гербі промені сонця розташовані на деякій відстані до краю, символізуючи широту неба, тоді як на гербі Гоміньдану промені досягають краю, символізуючи дух революції, такий же могутній, як сонце.
Державна емблема Республіки Китай з 1913 по 1928 рік називається Державним гербом Дванадцяти символів, заснованою на традиційних символах на одязі стародавніх китайських імператорів. Він був розроблений Лу Сюнем, Цянь Даосунем і Сюй Шоушаном 28 серпня 1912 року, а в лютому 1913 року став державним гербом. Він залишався державною емблемою під час Китайської імперії з 1915 по 1916 рік. Після Північної експедиції в 1928 році його замінили на Блакитне небо з національною емблемою Білого Сонця.

### Націоналістичний період
З 1928 року під політичною опікою Гоміньдану прапор «Синє небо з білим сонцем» мав таку ж популярність, як і прапор РК. Загальний настінний дизайн складався з прапора Гоміньдану, розташованого ліворуч, і прапора РК, розташованого праворуч, кожен з яких був нахилений під кутом із портретом національного батька Сунь Ятсена, який відображався в центрі. Після проголошення Конституції Республіки Китай партійний прапор було знято з такого поєднання, а національний прапор перемістили в центр. Щоб сприяти почуттю національної ідентичності, дизайн національної емблеми був у вільному доступі для використання та займав помітне місце в корпоративних логотипах, мистецтві тієї епохи.

Герб міста Кантон (1926–1949)
Герб кардинала Поля Ю Піна, архієпископа Нанкінського
Емблема Eurasia Aviation Corporation, неіснуючої китайської авіакомпанії зі штаб-квартирою в Шанхаї.[3][4][5][6]

### Тайванський період
З тих пір, як уряд Республіки Китай переїхав на Тайвань, і особливо в роки після закінчення воєнного стану, прапор Гоміньдану дещо втратив свою популярність. Однак його все ще часто можна побачити на партійних будівлях Гоміньдану, на політичних мітингах та інших зустрічах Гоміньдану та синьої коаліції.
Прапор і символ потрапили в новини під час парламентських виборів 2004 року в РК, коли президент Чень Шуйбянь припустив, що прапор і емблема партії Гоміньдану порушують Закон про національний герб РК, оскільки вони занадто схожі на державну емблему Республіки Китай. Чень заявив, що закон забороняє використовувати емблему та прапор РК неурядовими організаціями, і попередив, що Гоміньдан матиме три місяці, щоб змінити свій прапор та емблему, якщо його Демократична прогресивна партія отримає більшість місць у законодавчому органі. Гоміньдан у відповідь звернувся до уряду з проханням змінити національний герб, заявивши, що емблема Гоміньдану існувала спочатку. Однак пан-зелена коаліція не змогла отримати більшість, і Чень не вжив жодних дій до кінця свого президентства.
29 січня 2021 року Законодавчий юань прийняв резолюцію, запропоновану Партією нової влади 29 січня, доручаючи Міністерству внутрішніх справ (МВС) вивчити шляхи розв'язання проблеми схожості між державним гербом, який використовувався з 1928 року для всього Китаю і прапор партії Гоміньдан. У МВС відповіли, що, аналізуючи поточну ситуацію, зміни «не слід сприймати легковажно», хоча й припустили, що символіку політичних партій можна змінити.

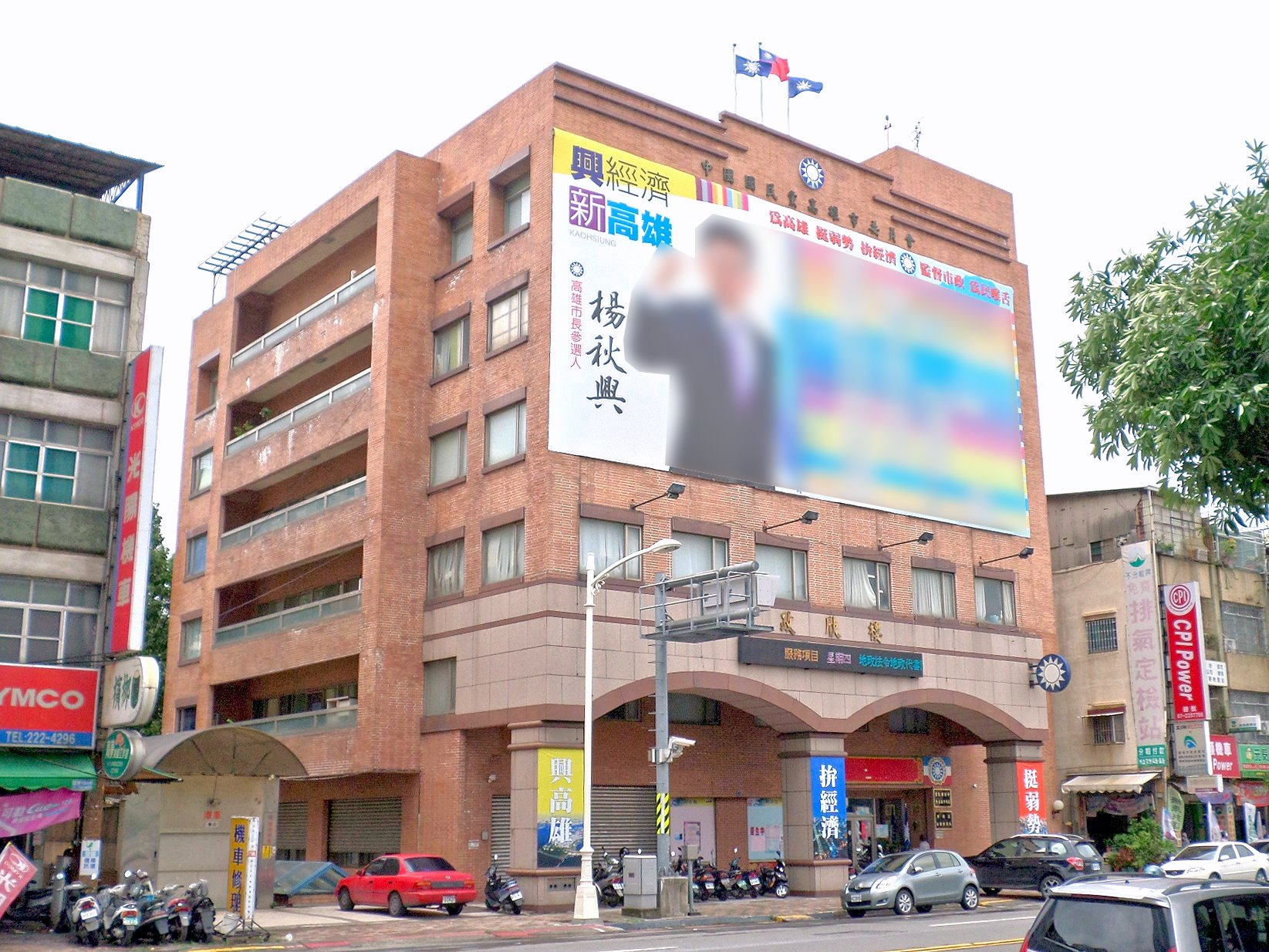
Прапори Гоміньдану та Республіки Китай вивішені на будівлі партії в Гаосюні.
Залізнична адміністрація Тайваню також використовувала емблему РК як свій логотип з 1945 по 1950 рік.

## Використання в інших країнах
Ескіз «Синє небо з білим сонцем» використовувався в знаках розрізнення підрозділів або гербах деяких підрозділів армії Сполучених Штатів, які воювали у Другій світовій війні. Найвідомішим підрозділом були «Мародери Меррілла» (офіційна назва «5307-й складовий підрозділ (тимчасовий)»), на значку якого є «Синє небо з білим сонцем». Використання американськими військами було результатом співпраці між експедиційними силами США та Китаю в Китайсько-Бірманському Індійському театрі. Післявоєнні військові підрозділи США, дислоковані на Тайвані, включно з Командуванням оборони США (USTDC) і Консультативною групою військової допомоги (MAAG), також використовували цей малюнок у своїх значках.
Досі «Синє небо з білим сонцем» все ще можна побачити на емблемі 75-го полку рейнджерів армії США.

Китайсько-Бірмансько-Індійський театр
Мародери Меррілла
75-й рейнджерський полк
Консультативна група з питань військової допомоги на Тайвані
Командування оборони Тайваню США
Прапор Партії народної дії (В'єтнам)

## Інші емблеми

### Історичні емблеми Тайваню
Найдавніші емблеми Тайваню використовувалися в європейські періоди.
У 1895 році Тайвань був анексований Японією. Емблему носили як офіційний одяг офісу губернатора Тайваню, на якій зображено дайдзішо з листом платана та гілкою хризантеми в коричневому колі.
Після закінчення японського періоду Тайвань був переданий Китайській Республіці, яка прийняла Блакитне небо з емблемою Білого Сонця. Цей символ досі використовується на Тайвані та Гоміньданом.

### Китайський Тайбей
Після того, як Китайська Народна Республіка стала членом МОК, ОКР почав використовувати назву Китайський Тайбей для своїх змагань. Герб Олімпійського комітету Китайського Тайбею містить символіку Олімпійського комітету та команди Китайського Тайбею. По периферії — стилізована квітка сливи, яка символізує Національну квітку Республіки Китай. У центрі емблеми розташовані олімпійські кільця та блакитне небо з білим сонцем (зауважте, що пропорція синього поля знаходиться між пропорцією державного герба Республіки Китай і партійної емблеми Гоміньдану). На олімпійському прапорі Китайського Тайбею емблема зображена на білому полі.

### Підрозділи

#### Провінції (упорядковано)

Фуцзянь (1945–2019)
Тайвань (1945–2018)

#### Повіти

Чжанхуа
Цзяї
Синьчжу (2016-2019)
Синьчжу
Хуалянь
Хуалянь (before 2010)
Цзіньмень
Мацзу
Мяолі
Наньтоу
Пенху
Піндун
Тайдун
Їлань
Юньлінь

## Галерея

Іспанська Формоза (1624-1642)
Голландська Формоза (1624-1668)
Emblem on the flag of Королівство Дуннін (1661–1683)
Печатка ЦинськогоТайваню (1683-1895)
Республіка Тайвань (1895)
Емблема, яка використовувалася під час правління Японії (1895-1945)
Емблема Республіки Китай (1945–дотепер) і круглий знак ВПС Республіки Китай (1991–дотепер)
Рондель ВПС Республіки Китай (1928–1991)
Рондель ВПС Республіки Китай (1928–1991), полегшена версія
Рондель ВПС Республіки Китай (1991-), легка версія
Емблема Національного реорганізованого уряду Республіки Китай (1940–1945)
Емблема Китайського Тайбею (1981–тепер)
Емблема Республіки Китай із текстом, що оточує, як зображено на паспортах Тайваню (2021–теперішній час)

### Цитування
1. ↑  National Emblem and National Flag of the Republic of China Act, English
2. ↑  National flag. english.president.gov.tw (англ.). Процитовано 17 листопада 2020.
3. ↑  Flight International. April 28, 1938. p. 416 [Архівовано 2014-10-06 у Wayback Machine.] (Archive). " EURASIA AVIATION CORP., 97, Jinkee Road, Shanghai."
4. ↑  "Eurasia Aviation Corporation - A German-Chinese Airline in China and its Airmail 1931-1943 by Peter Moeller and Larry D. Sall, paperback in color, 2007, 153 pages, great book on the history of this airline, includes a listing of First Flight covers and catalog values [Архівовано 2014-10-06 у Wayback Machine.]." China Stamp Society. Retrieved on October 4, 2014.
5. ↑  Ballantine, Collin and Pamela Tang. "Chinese airlines: airline colours of China." Airlife, 1995. p. 6. "Chinese Ministry of Communications which declared Eurasia to be a Chinese State-owned airline. The airline then fell into more trouble as a direct result of the continuing Japanese occupation. The fleet of airliners was based in Hong Kong[...]"
6. ↑  Ballantine, Collin and Pamela Tang. "Chinese airlines: airline colours of China." Airlife, 1995. p. 5. "The outcome of this venture was Eurasia Airlines, operating six- seater Junkers W33 airliners across Asia into China."
7. ↑  Taiwan weighing necessity of changing national emblem. Taiwan News. 30 березня 2021.
8. ↑  Wu, Su-wei (10 квітня 2021). Report suggests changing KMT emblem. Taipei Times.
9. ↑  アルテモンド 豆知識 / ななこ織. www.artemondo.co.jp.
10. ↑  始政四十周年記念台湾博覧会写真帖 - 国立国会図書館デジタルコレクション. dl.ndl.go.jp.
11. ↑  謎底揭開：原來中華奧會一直用黨徽出賽. 20 вересня 2016. Архів оригіналу за 20 грудня 2016. Процитовано 18 грудня 2016.